# Serra-di-Fiumorbo
Serra-di-Fiumorbo (korsisch Urnasu oder A Sarra di Fiumorbu; italienisch Serra di Fiumorbo) ist eine Gemeinde im französischen Département Haute-Corse auf der Mittelmeerinsel Korsika. Sie gehört zum Kanton Fiumorbo-Castello im Arrondissement Corte. Sie grenzt im Norden an Prunelli-di-Fiumorbo, im Osten an das Tyrrhenische Meer, im Süden an Ventiseri, im Südwesten an Chisa und Cozzano (Berührungspunkt), im Westen an San-Gavino-di-Fiumorbo und im Nordwesten an Isolaccio-di-Fiumorbo.
Der Dorfkern liegt auf 456 Metern über dem Meeresspiegel.

## Bevölkerungsentwicklung

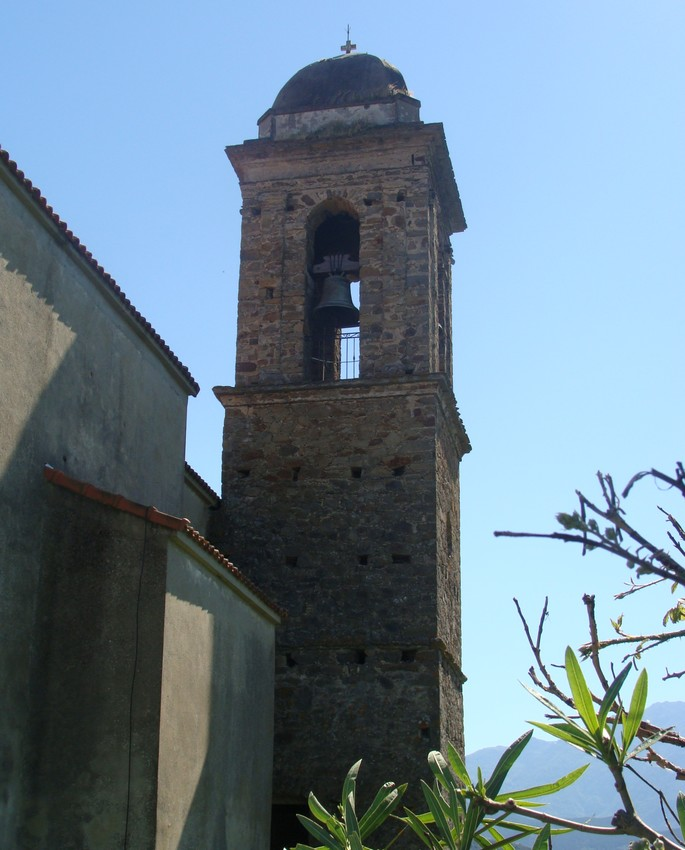
Kirche Saint-Laurent

| Jahr      | 1962 | 1968 | 1975 | 1982 | 1990 | 1999 | 2008 | 2017 |
| --------- | ---- | ---- | ---- | ---- | ---- | ---- | ---- | ---- |
| Einwohner | 318  | 292  | 214  | 201  | 205  | 256  | 304  | 335  |